# Le Neufbourg

Le Neufbourg este o comună în departamentul Manche, Franța. În 1 ianuarie 2022 avea o populație de 399 de locuitori.